# Tommy Leclercq
Tommy Leclercq (Charleroi, 19 juni 1970) is een Belgisch politicus voor de PS en provinciegouverneur.

## Carrière
Voor hij gouverneur werd, was Leclercq kabinetschef van Waals minister-president Elio Di Rupo en adjunct-kabinetschef van minister Paul Furlan.
Op 28 maart 2013 legde hij de eed af als provinciegouverneur van Henegouwen. Hij is de opvolger van Claude Durieux.